# تيموثي هايمان
تيموثي هايمان (بالإنجليزية: Timothy Hyman)‏ هو رسام بريطاني، ولد في 1946.

## وصلات خارجية
- الموقع الرسمي